# Diego Wayar
Diego Horacio Wayar Cruz (Tarija, 15 ottobre 1993) è un calciatore boliviano, centrocampista e capitano dei The Strongest.

## Carriera

### Club
Ha sempre giocato nel campionato boliviano.

### Nazionale
Viene convocato per la Copa América 2019 in Brasile.